# 丹尼斯島
丹尼斯島（英語：Denis Island）是塞舌爾的島嶼，位於印度洋海域，距離馬埃島87公里，長2公里、寬1公里，面積1.1平方公里，北面的燈塔建於1910年，島上有大量椰子樹和木麻黃。

## 外部連結
- IUCN Relocation Project（页面存档备份，存于）

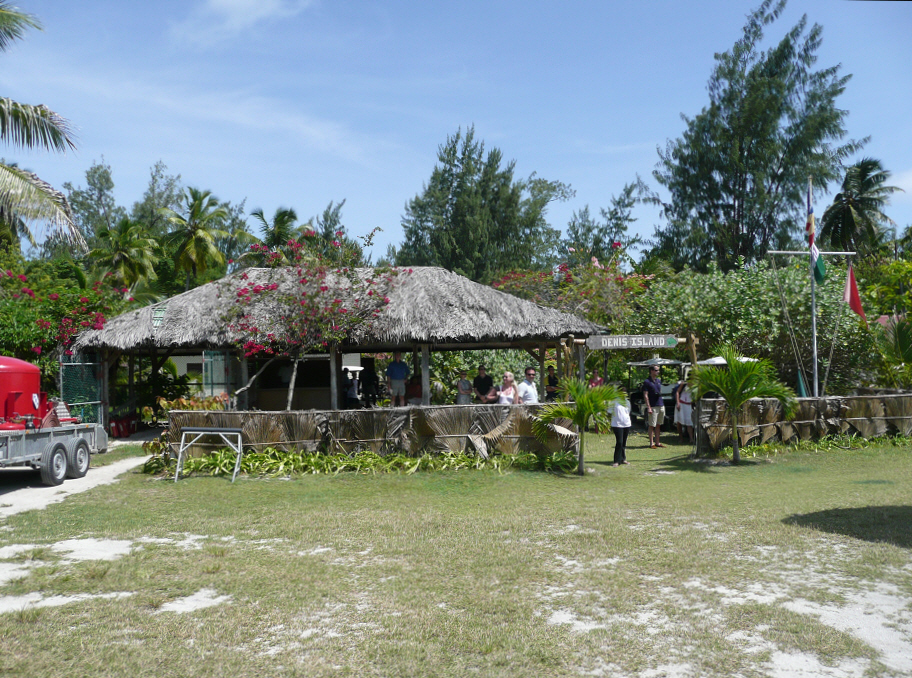

- Denis Island Resort（页面存档备份，存于）
- Brief Guide to Denis Island
- Google Maps

3°48′S 55°40′E / 3.800°S 55.667°E